# Universität Saint-Étienne
Die Universität Jean Monnet Saint-Etienne ist die Universität der französischen Stadt Saint-Étienne. Sie wurde am 27. März 1969 gegründet. 1989 nahm sie den Namen Jean Monnet (1888–1979), einem der Gründerväter der Europäischen Gemeinschaft, an.
Die Universität Saint-Étienne ist eine staatliche Volluniversität und hatte im Studienjahr 2005/06 14.002 Studenten. Neben vier Campus in Saint-Étienne hat die Hochschule auch eine Außenstelle in der Stadt Roanne im selben Département.
Mit zehn weiteren Saint-Étienner Hochschulen hat sich die Universität zu dem Zweckverband Pôle universitaire de Saint-Etienne zusammengeschlossen. 